# Don Domansky
Bohdan „Don“ Domansky (* 11. August 1946 in Ulm) ist ein ehemaliger kanadischer Leichtathlet, Entwicklungshelfer und Hochschullehrer für Informatik.

## Karriere
Von Eltern aus der Ukraine auf der Flucht in Deutschland geboren, wuchs er in Port Arthur, Ontario, Kanada auf. Nach dem Abschluss des Wirtschaftsgymnasiums (Port Arthur Collegiate Institute) bekam er im Herbst 1964 als hoffnungsvoller Sprinter ein Leichtathletik-Stipendium an der UCLA, wo er (zusammen mit Arnd Krüger) zur ersten Mannschaft gehörte, die Jim Bush selbst zusammenstellte. Hier wurde er in den vier Jahren an der UCLA amerikanischer Meister, lief mit der 4-mal-110-Yards-Staffel schneller als der Weltrekord (mit ihm als Kanadier und Bernard Okoye als Nigerianer wurde dies aber nicht als Weltrekord anerkannt). Er repräsentierte Kanada bei den Olympischen Spielen 1968 und 1976 (4 × 400-m-Staffel 4. im Endlauf), bei den Commonwealth Games 1966 (Silbermedaille 4 × 400-m-Staffel, Bronze 400 m Einzel) und 1970, den Panamerikanischen Spielen 1967 (Bronze 400 m) und 1975 (Silber 4 × 400 m). Er war Kanadischer Rekordhalter über 400 Meter von 1967 bis 1977. Der kanadische Rekord in der 4-mal-400-Meter-Staffel aus dem olympischen Endlauf von 1976 ist noch immer (2014) ungebrochen. Seine Bestzeiten waren 21,0 s und 45,8 s (in der Staffel 44,3 s bei den Commonwealth Spielen 1966). Er war dreimal Kanadischer Meister (200 und 400 m).

## Berufliche Laufbahn
Domansky verfolgte eine Duale Karriere. Nach seinem Bachelor-Examen an der Anderson School of Business der UCLA (mit Spezialisierung in quantitative Analyse, Mathematik und Philosophie) (1968) kehrte er nach Thunder Bay zurück, arbeitete als hauptamtlicher Vizepräsident des Ontario-Leichtathletik- und Schwimmverbandes, als Berater für Sportstättenbau und Landestrainer (Ontario) für Sprint. Er wurde Lecturer (später Professor) für Informatik am International Business Programs-Institut des Confederation College in Thunder Bay. Hier war er u. a. für das Small Business and Economic Development Project (SBEDIF) verantwortlich, mit dem im Rahmen der Entwicklungshilfe Mikrokredit für wirtschaftliche Entwicklung gegeben werden und eine entsprechende Beratung und Evaluierung stattfindet. Nach 1990 war er im Rahmen dieses Programmes vor allem für Entwicklungsprojekte im Westen der Ukraine zuständig.